# Galeana Savioli Andalò
Galeana Savioli Andalò o Giovanna Savioli Brancaleone (Bologna, ... – Bologna, 28 maggio 1274) è stata una nobildonna italiana vissuta nel XIII secolo.

## Biografia
Appartenente alla famiglia dei Savioli, nella seconda metà del XII secolo Galeana sposò Brancaleone degli Andalò, esponente di una nobile famiglia ghibellina bolognese, nella quale diversi membri avevano ricoperto la carica di podestà. 
Nel 1252 il Maggior Consiglio di Bologna, su sollecitazione di alcuni oratori romani che chiedevano di inviare nella loro città un cittadino in grado di governarla ponendo fine alle guerre tra i nobili, prescelse Brancaleone di Andalò, nel quale "oltre alla chiarezza del sangue, e alla copia delle ricchezze, s'univano nel preferito la grandezza molta dell'animo, la severità del costume e la fama d'un'equità incorruttibile".
Brancaleone pose come condizione per accettare l'incarico che questi durasse tre anni con autorità illimitata e che venissero consegnati alla città di Bologna, come ostaggio, alcuni esponenti delle principali famiglie romane, a garanzia della sua incolumità. 
Alla loro custodia e all'ospitalità che era loro dovuta provvide la moglie Galeana Savioli, rimasta appositamente a Bologna per assicurarsi, prima di raggiungere Roma, che i nobili in ostaggio ricevessero un adeguato trattamento. Al loro arrivo scrisse al marito un'elegantissima lettera, informandolo sul loro stato e sull'accoglienza assicurata.
Dopo alcuni anni, tuttavia, il nuovo papa Alessandro IV, legato ai baroni romani, entrò in conflitto con Brancaleone che intendeva limitare i poteri di queste famiglie. Nonostante l'apprezzamento dimostrato dai cittadini romani al Capitano del Popolo, nel novembre 1255 egli venne arrestato e sostituito con il bresciano Manuello de' Maggi.
Il papa intervenne poi direttamente precettando il Comune di Bologna perché liberasse gli ostaggi e minacciando l'interdetto in caso di rifiuto. Il peggioramento della situazione spinse Galeana a intervenire per salvare il marito. La "senatrice", come venne definita dai cronisti, dopo aver fatto ritorno nella sua città, gestì in prima persona la trattativa. Convinse il Maggior Consiglio a mantenere ferma la decisione di cedere gli ostaggi solo in cambio della libertà di Brancaleone.
Un nuovo tumulto a Roma promosso dal popolo contro il nuovo senatore Maggi condusse il caso alla sua risoluzione: deposto e ucciso il capitano sostenuto dall'aristocrazia e dal papa, Brancaleone venne liberato e si ricongiunse alla moglie.
Morì qualche anno dopo, nel 1258, con sospetto di avvelenamento. Galeana gli sopravvisse per altri sedici anni: morì il 28 maggio 1274, "senza prole". Secondo quanto riportato negli Annali bolognesi di Ludovico Savioli la sua morte "prevenne le calamità successive".